# اغر بخیر
اُغُر بخیر یک مجموعهٔ تلویزیونی ایرانی به کارگردانی مجید بهشتی است که در سال ۱۳۶۵ تولید و از شبکه ۱ پخش شد.

## خلاصه داستان
یک مرد روستایی به نام «آقای همه‌فن‌حریف» هم‌ولایتی‌های خود را به شهر می‌فرستد تا از دختر یک خانواده ثروتمند برایش خواستگاری کنند. در طول راه، ماجراهای خنده‌آوری برای مسافران پیش می‌آید. پدر دختر که به اشتباه تصور می‌کند «آقای همه‌فن‌حریف» هم پولدار است و املاک زیادی در روستا دارد، در فکر تصاحب بخشی از این دارایی است. دو مرد، پس از پی بردن به حقیقتِ ماجرا، با یکدیگر درگیر می‌شوند و در پایان، هم‌ولایتی‌ها، «آقای همه‌فن‌حریف» را ترغیب می‌کنند که با یکی از دختران روستا ازدواج کند

## بازیگران و عوامل تولید

### بازیگران
- مصطفی عبداللهی
- محمد شیری
- آزیتا لاچینی
- فاطمه طاهری
- روح‌انگیز مهتدی
- مازیار لرستانی
- کامران فیوضات
- هرمز سیرتی
- مجید بهشتی
- اسدالله منجزی
- حسین معلومی
- محمد کدخدایی
- المیرا جوهری
- فرزانه فتاحی
- ایمان ساجدی
- رضا بی‌طرفان
- باقر فاضل
- علی آقاجانی
- محمود احمدی
- خسرو یارعلی
- محمد پورحسین
- رحمان باقریان
- مرتضی مسجدجامعی

### عوامل تولید
- کارگردان: مجید بهشتی
- نویسنده: محمود شاه‌حسینی
- تهیه‌کننده: ایرج سنندجی
- فرمت تصویر: ویدئویی
- تعداد قسمت‌ها: ۱۳ قسمت (۶۵۰ دقیقه)
- محصول: گروه اقتصاد شبکه ۱
- سال تولید: ۱۳۶۵